# Волговерховје
Волговерховје или Волгино Верховје (рус. Волговерховье, Волгино Верховье) село је на северозападу Осташковског рејона, на северу Тверске области. Село се налази на око 42 километра северозападно од административног центра рејона града Осташкова.
Према подацима националне статистичке службе, у селу је 2014. живело свега 8 становника.
Село је најпознатије по томе што се на његовој територији налази изворште реке Волге, парк природе од 4.200 хектара површине Извор Волге и женски манастир РПЦ посвећен светој Олги Кијевској.

## Сеоске знаменитости
Најважнија знаменитост како села, тако и целе околине је парк природе који окружује извор реке Волге, највеће руске и европске реке. Извориште Волге налази се на ободу тресаве на око 250 метара од средишта села, на надморској висини од 228 метара.
Изнад самог извора налази се капелица до које се стиже дрвеним мостом. У капелици је 9. јула 1995. Патријарх московски и све Русије Алексије II извршио чин освећења изворишта реке Волге.
У селу се налази и женски Манастир свете Олге Кијевске основан 1912. на темељима некадашњег Волговерховског мушког манастира из 1649. године (изгорео 1727. године).
Управо у овом селу се налази и први мост преко реке Волге, а реч је о маленом дрвеном мосту ширине 2 метра, те прва камена брана на реци.